# Roberto Mières
Roberto Mières, född 3 december 1924 i Mar del Plata, död 26 januari 2012 i Uruguay, var en argentinsk racerförare och olympisk seglare. Han deltog i 17 formel 1-lopp mellan 1953 och 1955 och ingick i Argentinas seglartrupp vid Olympiska sommarspelen 1960.

## F1-karriär
| Säsong | Stall/Tillverkare                                         | Poäng | Placering |
| ------ | --------------------------------------------------------- | ----- | --------- |
| 1953   | Equipe Gordini                                            | 0     | -         |
| 1954   | Roberto Mieres (Maserati A6GCM) Officine Alfieri Maserati | 6     | 11        |
| 1955   | Officine Alfieri Maserati                                 | 7     | 8         |